# Max Stotz
Max Stotz (* 13. Februar 1912 in Schwechat, Österreich; vermisst seit dem 19. August 1943 nahe Wizebsk, Belarus) war ein österreichischer Jagdflieger im Jagdgeschwader 76 bzw. Jagdgeschwader 54 der deutschen Luftwaffe und Träger des Ritterkreuz des Eisernen Kreuzes mit Eichenlaub. Zuletzt hatte er den Rang eines Hauptmanns inne.

## Militärische Biografie
Stotz trat 1935 in die österreichische Luftwaffe ein, wo er eine Ausbildung zum Flugzeugführer absolvierte. Während seiner Militärzeit im österreichischen Bundesheer war er auch Mitglied einer Kunstflugstaffel. Nach dem Anschluss Österreichs im März 1938 an das Deutsche Reich wurde Stotz als einer der wenigen österreichischen Jagdpiloten von der deutschen Luftwaffe übernommen. 1939 wurde er der I. Gruppe des Jagdgeschwaders 76 zugeteilt. In dieser flog Stotz beim Überfall auf Polen und im Westfeldzug. Im Juli 1940 wurde seine Staffel in das Jagdgeschwader 54 (Grünherz) übernommen. Vor Beginn des Ostfeldzuges hatte Stotz neun Luftsiege errungen, von denen ihm acht anerkannt wurden. Am 29. Oktober 1942 erzielte er, nunmehr an der Ostfront eingesetzt, seinen 100. Luftsieg. Das Ritterkreuz des Eisernen Kreuzes war Stotz bereits am 19. Juni 1942 nach 52 bestätigten Luftsiegen verliehen worden, das Eichenlaub zum Ritterkreuz erhielt er anlässlich des 100. Luftsieges. Am 30. Dezember 1942 errang er am Ilmensee 10 Abschüsse an einem Tag. Im Sommer 1943 wurde Stotz zum Staffelkapitän der 5. Staffel im Jagdgeschwader 54 ernannt. Am 19. August 1943 wurde er bei Wizebsk in einem Luftkampf mit russischen Jägern abgeschossen. Nach einem Fallschirmabsprung landete er fünf Kilometer jenseits der russischen Linien in einem Wald und wird seitdem vermisst.
Stotz wurden insgesamt 182 individuelle Abschüsse in mehr als 700 Einsätzen zuerkannt, womit er zu den erfolgreichsten Jagdfliegern der deutschen Luftwaffe zählt.

## Auszeichnungen
- Medaille zur Erinnerung an den 1. Oktober 1938
- Frontflugspange für Jäger in Gold mit Anhänger der Luftwaffe[2]
- Eisernes Kreuz II. und I. Klasse
- Deutsches Kreuz in Gold am 1. Dezember 1941[3]
- Ritterkreuz des Eisernen Kreuzes mit Eichenlaub[3]
  - Ritterkreuz am 19. Juni 1942
  - Eichenlaub am 30. Oktober 1942 (137. Verleihung)